# 마음의 여로
"마음의 여로"는 1968년 공개된 대한민국의 영화이다.

## 배역
- 김지미
- 이대엽
- 도금봉
- 최남현
- 주연
- 한은진
- 김성옥